# 2018年茨城県議会議員選挙
2018年茨城県議会議員選挙（2018ねん いばらきけんぎかい ぎいんせんきょ）は、茨城県の議決機関である茨城県議会を構成する県議会議員を全面改選するため、2018年（平成30年）12月9日に投票が行われた日本の地方選挙である。

## 概要
県議会議員の任期（4年）満了に伴う選挙である。
この選挙から定数が1議席減って62議席となった。これに併せて選挙区の区割りも見直され、定数の調整も行われた。また、選挙区の名称が郡市名から全ての市町村名を表記するようになった。
区割り・定数の変更があった選挙区は以下の通り。
- 取手市選挙区（取手市・利根町、定数3）、龍ケ崎市選挙区（1） → 取手市選挙区（2）、龍ケ崎市・利根町選挙区（2）
- 高萩市選挙区（1）、北茨城市選挙区（1） → 高萩市・北茨城市選挙区（2）
- 行方市選挙区（1）、潮来市選挙区（1） → 行方市・潮来市選挙区（1）※
- 鉾田市選挙区（鉾田市・大洗町、定数2）、東茨城郡南部選挙区（茨城町、定数1） → 鉾田市・茨城町・大洗町選挙区（2）※
- 坂東市選挙区（1）、猿島郡選挙区（五霞町・境町、定数1） → 坂東市・五霞町・境町選挙区（2）
- 牛久市選挙区（定数1→2）
- つくば市選挙区（定数4→5）
- 日立市選挙区（定数5→4）※
数字は定数。※は全体で定数が減少した選挙区。旧選挙区に特に自治体名の記載のないものはその市のみが選挙区。

茨城県議会は、1966年に県議会議長選出を巡る汚職事件をきっかけとして、地方公共団体の議会の解散に関する特例法によって自主解散したため、全国規模で4年毎に行われる統一地方選挙の日程から外れるようになった。県議選は統一地方選挙の前年12月に実施されるため、例年は統一地方選挙の前哨戦としての意味合いが強い選挙である。
なお、稲敷市・坂東市・笠間市では市議会議員選挙が、那珂市では市議会議員補欠選挙が同日に実施された。

## 選挙データ
- 告示：2018年11月30日
- 投票：2018年12月9日
- 改選議席数：62議席
- 選挙区：32選挙区
- 立候補者：92人[2]
以下の13選挙区18議席は無投票で確定した[3]。
  - ひたちなか市選挙区（定数3）、常総市・八千代町選挙区、神栖市選挙区、常陸太田市・大子町選挙区（以上定数2）
  - 結城市選挙区、下妻市選挙区、鹿嶋市選挙区、守谷市選挙区、常陸大宮市選挙区、稲敷市・河内町選挙区、かすみがうら市選挙区、小美玉市選挙区、美浦村・阿見町選挙区（以上定数1）
- 党派別立候補者数[2]
  - 自由民主党：38名
  - 茨城県民フォーラム：5名
  - 公明党：4名
  - 日本共産党：8名
  - 立憲民主党：2名
  - 日本維新の会：1名
  - 無所属（推薦、自民県政クラブ含む）：34名
- 投票日当日有権者数：1,705,510名
  - 男性：846,419名
  - 女性：859,091名

## 選挙結果
無投票となった13選挙区を除く19選挙区で投票が行われた。無投票当選者18名を加えた結果、以下のようになった。
自由民主党は34議席を獲得。推薦や新人の無所属候補の追加公認を加えれば絶対安定多数を維持する見通しとなった。一方で県連幹事長を含む現職4人が落選する波乱もあった。公明党は立候補した4人全員が当選した。
国民民主党の議員で構成する茨城県民フォーラムは4議席を獲得。推薦した候補1人と合わせ、選挙前の勢力を維持する見込み。一方、水戸市・城里町選挙区の現職党幹事長が落選した。立憲民主党は、水戸市・城里町選挙区で1人議席を獲得。同党初の都道府県議会議員となった。日本共産党は、現職2議席の獲得に留まった。日本維新の会は1人が立候補したが落選した。
投票率は41.86%（投票者数707,288名、男性：350,875名、女性：356,413名）で過去最低となった。
| 党派                                                                           | 党派               | 議席数             | 議席数             | 議席数             | 議席数             | 議席数             | 議席数             | 議席数             | 得票      | 得票    |
| 党派                                                                           | 党派               | 現職               | 元職               | 新人               | 無投票 当選        | 前回               | 増減               | 計                 | 得票数    | 得票率  |
| ------------------------------------------------------------------------------ | ------------------ | ------------------ | ------------------ | ------------------ | ------------------ | ------------------ | ------------------ | ------------------ | --------- | ------- |
|                                                                                | 自由民主党         | 34                 | 0                  | 0                  | 13                 | 41                 | 7                  | 34                 | 288,101   | 41.32%  |
|                                                                                | 日本共産党         | 2                  | 0                  | 0                  |                    | 3                  | 1                  | 2                  | 49,554    | 7.11%   |
|                                                                                | 公明党             | 3                  | 0                  | 1                  |                    | 4                  | 増減なし           | 4                  | 52,348    | 7.51%   |
|                                                                                | 立憲民主党         | 0                  | 0                  | 1                  |                    | -                  | 1                  | 1                  | 22,031    | 3.16%   |
|                                                                                | 日本維新の会       | 0                  | 0                  | 0                  |                    | 0                  | 増減なし           | 0                  | 3,104     | 0.45%   |
|                                                                                | 茨城県民フォーラム | 3                  | 0                  | 1                  | 1                  | -                  | 4                  | 4                  | 47,695    | 6.84%   |
|                                                                                | 無所属             | 7                  | 1                  | 9                  | 4                  | 11                 | 6                  | 17                 | 234,355   | 33.61%  |
| 合計                                                                           | 合計               | 49                 | 1                  | 12                 | 18                 | 63                 |                    | 62                 | 697,188   | 100.00% |
| 投票者数（投票率）                                                             | 投票者数（投票率） | 投票者数（投票率） | 投票者数（投票率） | 投票者数（投票率） | 投票者数（投票率） | 投票者数（投票率） | 投票者数（投票率） | 投票者数（投票率） | 707,288   | 41.86%  |
| 有権者数                                                                       | 有権者数           | 有権者数           | 有権者数           | 有権者数           | 有権者数           | 有権者数           | 有権者数           | 有権者数           | 1,689,522 | 100.00% |
| 出典：平成30年12月9日執行茨城県議会議員選挙:選挙の記録（茨城県選挙管理委員会） |                    |                    |                    |                    |                    |                    |                    |                    |           |         |

## 当選者
自民党   公明党 
 県民フォーラム 
 共産党 
 立憲民主党 
 無所属 
| 水戸市・城里町         | 加藤明良   | 高崎進     | 玉造順一   |
| 水戸市・城里町         | 川津隆     | 江尻加那   | 舘静馬     |
| 日立市                 | 高安博明   | 福地源一郎 | 村本修司   |
| 日立市                 | 斎藤英彰   |            |            |
| 土浦市                 | 八島功男   | 井沢勝徳   | 安藤真理子 |
| 古河市                 | 森田悦男   | 中村勇太   | 高橋勝則   |
| 石岡市                 | 谷島洋司   | 戸井田和之 |            |
| 結城市                 | 臼井平八郎 |            |            |
| 龍ケ崎市・利根町       | 萩原勇     | 坂本隆司   |            |
| 下妻市                 | 飯塚秋男   |            |            |
| 常総市・八千代町       | 飯田智男   | 金子晃久   |            |
| 常陸太田市・大子町     | 石井邦一   | 西野一     |            |
| 高萩市・北茨城市       | 岡田拓也   | 豊田茂     |            |
| 笠間市                 | 常井洋治   | 村上典男   |            |
| 取手市                 | 中村修     | 川口政弥   |            |
| 牛久市                 | 沼田和利   | 山岡恒夫   |            |
| つくば市               | 星田弘司   | 田村佳子   | 鈴木将     |
| つくば市               | 山中泰子   | 塚本一也   |            |
| ひたちなか市           | 海野透     | 磯崎達也   | 二川英俊   |
| 鹿嶋市                 | 田口伸一   |            |            |
| 潮来市・行方市         | 藤島正孝   |            |            |
| 守谷市                 | 小川一成   |            |            |
| 常陸大宮市             | 鈴木定幸   |            |            |
| 那珂市                 | 遠藤実     |            |            |
| 筑西市                 | 水柿一俊   | 設楽詠美子 |            |
| 坂東市・五霞町・境町   | 石塚隼人   | 半村登     |            |
| 稲敷市・河内町         | 細谷典幸   |            |            |
| かすみがうら市         | 外塚潔     |            |            |
| 桜川市                 | 白田信夫   |            |            |
| 神栖市                 | 西条昌良   | 村田康成   |            |
| 鉾田市・茨城町・大洗町 | 本沢徹     | 長谷川重幸 |            |
| つくばみらい市         | 山野井浩   |            |            |
| 小美玉市               | 島田幸三   |            |            |
| 東海村                 | 下路健次郎 |            |            |
| 美浦村・阿見町         | 葉梨衛     |            |            |

### 補欠選挙
| 年     | 月   | 選挙区           | 当選者     | 当選政党       | 欠員       | 欠員政党 | 欠員事由           |
| ------ | ---- | ---------------- | ---------- | -------------- | ---------- | -------- | ------------------ |
| 2020年 | 4月  | 常陸大宮市       | 大瀧愛一郎 | 無所属         | 鈴木定幸   | 自民党   | 常陸大宮市長選出馬 |
| 2021年 | 9月  | 土浦市           | 高橋直子   | 無所属         | 安藤真理子 | 自民党   | 土浦市長選挙出馬   |
| 2021年 | 9月  | 石岡市           | 大和田寛樹 | 石岡次世代の会 | 谷島洋司   | 自民党   | 石岡市長選挙出馬   |
| 2021年 | 9月  | 常総市・八千代町 | 飯田智男   | 無所属         | 飯田智男   | 無所属   | 常総市長選挙出馬   |
| 2021年 | 12月 | 潮来市・行方市   | 鈴木義浩   | 無所属         | 藤島正孝   | 無所属   | 死去               |
| 2022年 | 4月  | 鹿嶋市           | 小松崎敏紀 | 無所属         | 田口伸一   | 自民党   | 鹿嶋市長選挙出馬   |
| 2022年 | 4月  | 小美玉市         | 幡谷好文   | 無所属         | 島田幸三   | 自民党   | 小美玉市長選挙出馬 |